# Saint-Maurice-d’Ardèche
Saint-Maurice-d’Ardèche – miejscowość i gmina we Francji, w regionie Owernia-Rodan-Alpy, w departamencie Ardèche.
Według danych na rok 1990 gminę zamieszkiwało 214 osób, a gęstość zaludnienia wynosiła 41 osób/km² (wśród 2880 gmin regionu Rodan-Alpy Saint-Maurice-d’Ardèche plasuje się na 1413. miejscu pod względem liczby ludności, natomiast pod względem powierzchni na miejscu 1499.).

## Populacja

Populacja Saint-Maurice-d’Ardèche w latach 1962-2008